# Eddie Jordan
Edmund Patrick Jordan (30. března 1948 Bray – 20. března 2025 Kapské Město) byl irský automobilový závodník, konstruktér, vlastník stáje Formule 1 Jordan Grand Prix, sportovní reportér a analytik BBC.
Původně se chtěl stát zubařem, ale nakonec skončil jako úředník v bance. Během protestů v Dublinu odjel na dovolenou na ostrov Jersey, kde si poprvé vyzkoušel jízdu v motokárách. Sám se jako závodník nikdy neúčastnil nejvyšší soutěže Formule 1. V roce 1991 však založil vlastní stáj Jordan Grand Prix, která soutěžila ve Formuli 1 až do roku 2005.

## Raný život
Jordan se narodil 30. března 1948 ve Wentworth Nursing Home v Dublinu jako syn Eileen a Paddyho Jordanových. Měl jednoho staršího sourozence Helen. Jeho otec byl bratrem-dvojčetem starší jeptišky, matky představené Irských milosrdných sester, a pracoval jako účetní pro elektrárenskou společnost. V deseti měsících se u Jordana objevila forma růžové choroby a lékaři jeho rodině doporučili, aby se přestěhovala z Dublinu do Bray na „čerstvý vzduch“. Jeho matce Eileen bylo doporučeno, aby ho „během května vyndala z vlny a dala ho do bavlny“, čemuž se zpočátku bránila. Nicméně ustoupila a Jordanův stav se postupně zlepšoval. V dětství Jordan vyrůstal v Dartry v jižním Dublinu a v Bray v hrabství Wicklow. Většinu času trávil v Bray, kde se sblížil se svou tetou Lilian, za níž pravidelně jezdil na konci školního týdne. V dětství byl Jordan znám pod přezdívkou „Flash“, protože jeho příjmení se rýmovalo se jménem Gordon.
Jordan začal své vzdělání v Saint Anne's Pre-School v Milltownu, později strávil jedenáct let ve škole Synge Street Christian Brothers School, kde byl on i jeho spolužáci pravidelně bit, pokud se pilně neučili.Navzdory této zkušenosti považoval Jordan úroveň vzdělání za vysokou. Během studia na Synge Street, když mu bylo patnáct let, Jordan krátce uvažoval o tom, že se stane knězem. Poté, co zavrhl kněžství a nátlak rodiny, aby se dal na dráhu zubaře, nakonec absolvoval šestitýdenní kurz účetnictví na College of Commerce v Dublinu a poté začal pracovat pro Bank of Ireland jako úředník v její pobočce v Mullingaru. Po čtyřech letech se Jordan přestěhoval do pobočky na Camden Street v Dublinu. Během bankovní stávky v Dublinu v roce 1970 strávil léto na ostrově Jersey, kde přes den pracoval jako účetní pro elektrárenskou společnost a po večerech dělal v baru. V tomto období se poprvé setkal s motokárovými závody a absolvoval zde své první (neoficiální) závody v zátoce St Brelade's Bay.

## Kariéra

### Závody
Po návratu do Dublinu si Jordan koupil motokáru a začal závodit. V roce 1971 se zúčastnil irského motokárového šampionátu a vyhrál ho.
V roce 1974 Jordan přestoupil do Formule Ford, do irského šampionátu Formule Ford a v roce 1975 do Formule 3. Sezonu 1976 však musel vynechat poté, co si při havárii v Mallory Parku zlomil levou nohu. Po vyléčení zranění přestoupil do Formule Atlantic, v roce 1977 vyhrál tři závody a v roce 1978 vyhrál irský šampionát Formule Atlantic. V roce 1979 závodil Jordan se Stefanem Johanssonem v britské Formuli 3 pod názvem „Team Ireland“ a v témže roce jel Jordan jeden závod Formule 2 a absolvoval malé testování pro McLaren. 1981 se zúčastnil závodu 24 hodin Le Mans ve voze BMW M1 se Stevem O'Rourkem a Davidem Hobbsem.
V roce 1991 Eddie Jordan hostoval na okruhu Silverstone v závodě Dunlop Rover 216 GTI Challenge, který byl doprovodným podnikem Velké ceny Velké Británie. Skončil na 10. místě poté, co se vytočil ze 4. místa.

### Řízení týmu
Na konci roku 1979 a při nedostatku peněz založil Jordan svůj první tým Eddie Jordan Racing, který v roce 1981 provozoval jezdce Davida Leslieho a Davida Searse na různých závodech ve Velké Británii a okolí.V roce 1982 se jeho hlavním jezdcem stal James Weaver, v roce 1983 Weaver opět závodil v evropské F3 a Jordan najal Martina Brundleho, který skončil druhý za Ayrtonem Sennou v britské F3.V roce 1987 tým zaměstnal Johnnyho Herberta, který vyhrál britský šampionát Formule 3.
Jordan také vstoupil do týmu Formule 3000, jehož první vítězství přišla s jezdci Herbertem a Martinem Donnellym v roce 1988. V roce 1989 tým Jordan F3000 ovládl sezónu a jezdec Jordan Jean Alesi vyhrál šampionát. Během roku 1989 najal Reynard šéfkonstruktéra Garyho Andersona, který se stal Donnellyho inženýrem a dohlížel na provoz týmu, nakonec se k němu 4. února 1990 připojil na plný úvazek.